# Juan Pérez de Pineda
Juan Pérez de Pineda né vers 1500 à Montilla et mort en 1567 à Paris, est un écrivain protestant espagnol du XVIe siècle, auteur de nombreux ouvrages de doctrine et traducteur.

## Vie et œuvre
Juan Pérez de Pineda naît à Montilla, près de Cordoue - seule donnée biographique relativement sûre dont on dispose pour ses origines - probablement au début du XVIe siècle. J. A. Llorente et E. Boehmer, tout comme A. G. Kinder à leur suite, l'identifiaient à un certain Juan Pérez, secrétaire de Miguel de Herrera, ambassadeur de Charles Quint auprès du Saint-Siège, dans les années 1520.

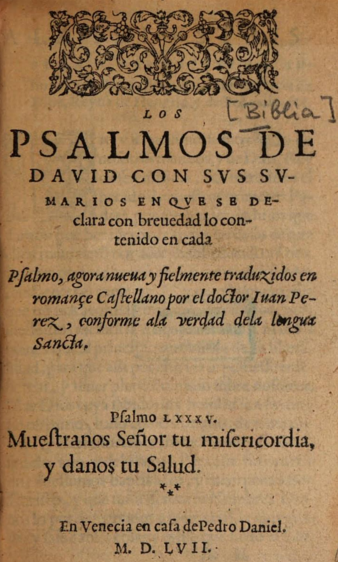
Les Psaumes en castillan édités par Pineda.

Il est possible qu'il ait fait ses études à Alcalá de Henares, à l'instar de nombreux accusés protestants de Séville tels que Juan Gil, Constantino ou Francisco Vargas. On sait uniquement qu'il avait le titre de docteur ce qui laisse supposer qu'il avait suivi une formation dans une des universités du royaume. Il avait enseigné dans la Casa de la Doctrina de los niños de Séville. Depuis 1545, ce centre était financé et administré par la municipalité de Séville et devint le lieu où se retrouvaient les partisans d'un christianisme éclairé et fut suspecté d'être un vivier d'hérétiques.
Pérez de Pineda se trouvait dans le cercle proche de Juan Gil, dit Egidio, protestant espagnol qui défendait un retour aux sources de l'Évangile. Touché par la prédication d'un Andalou, Rodrigo de Valer, Gil était devenu à compter des années 1540 le chef de file d'une communauté de sensibilité réformée dont les ramifications, loin de se cantonner à Séville, s'étendaient à l'Aragon, dont il était originaire, et probablement à Valladolid, où il était en contact avec le prédicateur Cazalla.
Le départ d'Espagne de Juan Pérez de Pineda eut lieu en 1549. Alors que docteur Egidio était pressenti pour prendre la tête de l'évêché de Tortosa, l'Inquisition ouvrit cette année-là une information contre lui et contre certains membres de son entourage qui avaient fondé une "petite église" à Séville, "la iglesia chiquita", une communauté évangélique s'écartant de la doctrine romaine.
Le docteur Pérez de Pineda choisit l'exil mais il garda des liens étroits avec ses amis sévillans restés sur place. Une déposition de la nonne Francisca de Chaves confirme que Castillo et Pineda se connaissaient et avaient un ami commun, Gaspar Ortiz, qu'ils considéraient tous deux comme un éminent connaisseur de l'Évangile, entendez un croyant engagé de la mouvance de Vargas, d'Egidio et de Constantino. Ce fut chez Ortiz que Julián Hernández, l'envoyé de Pineda, se rendit, en 1557, pour lui remettre des lettres de son ami et des exemplaires de propagande protestante.
Ayant quitté au bout de quelques mois Paris, Pérez de Pineda séjourna brièvement en Angleterre, puis rejoignit Juan Morillo  à Francfort ; ensuite il se rendit à Anvers en compagnie de Diego de la Cruz et Luis Hernández. Ces années furent marquées par de nombreux voyages entrepris au service de la cause réformée et les données contradictoires sur ses lieux de résidence semblent être le signe d'une très forte mobilité. Il prit ainsi part à une ambassade à Francfort où, en 1553, la congrégation française était en proie à de fortes dissensions entre le ministre de celle-ci, Valérand Poullain, et les membres de son directoire. Pineda participa à la commission d'arbitrage aux côtés, notamment, de Jean Calvin, de l'anglais Robert Horne, futur évêque de Winchester, d'Eustache du Quesnoy et de l'imprimeur Jean Crespin, le futur éditeur de la plupart de ses ouvrages. Par la suite, il demeura deux ans à Francfort et exerça son ministère calviniste auprès des communautés étrangères tout en participant activement à la vie de la cité.
L'installation de Pérez de Pineda n'était consignée sur le registre des habitants de Genève qu'en octobre 1558, aux côtés d'autres exilés espagnols mais avait déjà à cette date réalisé plusieurs séjours à Genève comme l'atteste sa correspondance avec Théodore de Bèze et Calvin. On peut supposer que les autorités de la ville avaient fait appel à ses qualités de ministre calviniste pour s'occuper des nouveaux arrivants étrangers. Il était tenu en grande estime par les dirigeants de la ville, tant sur le plan doctrinal que personnel, et les soupçons de sympathie à l'égard de Michel Servet, qui pesaient habituellement sur les Espagnols et les Italiens, ne semblent guère avoir entaché sa réputation. À Genève, il accueillit les exilés espagnols tout en se consacrant à l'écriture d'œuvres de propagande réformée en castillan, qu'il s'agisse de la traduction du Nouveau Testament ou de manuels de doctrine chrétienne en langue espagnole, qui furent édités à Genève en 1556 et en 1557. L'éditeur Jean Crespin installé à Genève et spécialisé dans les textes religieux publia l'essentiel de ses œuvres et les éditions qu'il dirigea. Il avait gardé de précieux contacts en Espagne, et à Séville tout particulièrement, avec son ancien maître le chanoine le docteur Egidio, qui malgré une condamnation par l'Inquisition avait continué à organiser un cénacle de confession réformée à Séville jusqu'à son décès en 1556.
En 1557, Pineda choisit un Castillan, Julián Hernández, pour convoyer en plus des ouvrages de propagande réformée en langue castillane. Ce dernier réussit le tour de force de quitter Genève, se rendre en Aragon chez des réformés avant de parvenir à tromper la vigilance des gardes de Séville pour y introduire un sac de livres interdits.

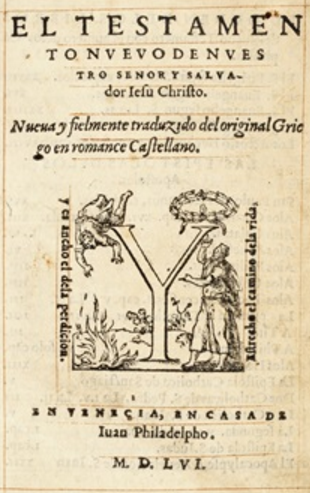
Edition du Nouveau Testament en castillan, publiée par Pérez de Pineda chez Crespin. Le lieu d'édition indiqué en couverture est destiné à tromper la censure.

Toutefois, Julián Hernández distribua par mégarde l'un des exemplaires à un prêtre catholique qui le dénonça et son arrestation permit à l'Inquisition d'appréhender les principaux membres de la communauté de Séville peu de temps avant que celle de Valladolid ne soit découverte. Au total, près de 200 personnes furent jugées dans ces deux villes et la plupart condamnées à des peines d'une rare violence. La bévue de Julián Hernández, en remettant des exemplaires de l'Image de l'Antéchrist a un destinataire erroné, semble-t-il, avait marqué le coup d'arrêt de la progression de la cause réformée en Espagne et compromis durablement l'avenir du protestantisme dans la péninsule. En 1559, Pirius écrivit à leur endroit une Epístola para consolar a los fieles de Jesu Christo que padecen persecución por la confesión de su nombre pour aider ceux qui avaient survécu dans leur tourments. Toutefois, aux yeux de nombreux Sévillans, Pineda par son initiative malheureuse avait irrémédiablement compromis la cause de l'Évangile en Espagne.
En 1562, Juan Pérez de Pineda quitta Genève et partit exercer son ministère à Blois. Mais il dut y renoncer à partir du 19 mars 1563, lorsque Louis de Condé signa l'édit d'Amboise qui mettait fin à la première guerre de religion mais interdisait dans le même temps aux pasteurs étrangers de prêcher. Pressenti pour assister Jean Cousin à Londres, Juan Pérez préféra finalement se rendre dans les terres de la duchesse de Ferrare. Il rejoignait ainsi Corran qui était aux côtés de Cassiodore de la Reine, jusqu'au départ de ce dernier pour l'Allemagne, au début de l'année 1565. Durant leur séjour périgourdin, les trois Sévillans eurent le loisir de s'entendre sur les projets de traduction de la Bible en castillan, mais aussi certainement de discuter du contenu du futur libelle Inquisitionis Hispanicae Artes Aliquot, plus communément connu sous le nom Artes de la Inquisición ou du pseudonyme sous lequel il fut publié, Reginaldo González Montes. Corran put apporter ses informations relatives aux rouages du tribunal, qu'il connaissait fort bien grâce à l'entremise de son oncle inquisiteur à Séville, le licencié Corro, quant à Pineda, il avait été aux côtés de Juan Gil et suivi ses premières années de prédication à Séville ; enfin, Cassiodore, pour sa part, entretenait des liens avec les principaux membres de la communauté réformée de Séville. Le brûlot contre l'Inquisition fut édité en allemand à Heidelberg, en 1567, après que le conseil de la ville de Strasbourg puis celui de Basilée eurent finalement préféré ne pas en autoriser la publication, de crainte de froisser leurs puissants voisins.
Au printemps 1566, les calvinistes d'Anvers demandaient à la duchesse de Ferrare d'autoriser Pérez de Pineda à se rendre à Anvers pour exercer son ministère de pasteur calviniste. Alors que celui-ci et Antoine Corran étaient en train de lever des fonds en vue de l'édition espagnole de la Bible, une seconde lettre, le 13 août, invitait la duchesse de Ferrare à se séparer de ses deux prédicateurs espagnols et de les laisser se rendre en Flandre. Le maréchal Coligny, qui avait bien perçu l'urgence de mener une action prosélyte à l'adresse de la communauté espagnole et italienne de Flandre, appuyait la seconde demande. Il était persuadé que l'avenir de la religion réformée en France était étroitement lié au destin de celle-ci chez le puissant voisin du Nord. Pressée par les principaux responsables de la Réforme, la duchesse laissa Corran prendre la route pour la Flandre alors que Juan Pérez se rendait à Paris pour mettre le point final à la seconde version du Nouveau Testament en espagnol. Il pensait se rendre à Anvers par la suite mais, d'un âge déjà avancé, il fut surpris par la mort avant de quitter la France.

## Œuvres (comme auteur)
- Sumario breve de la doctrina Christiana hecho por via de pregunta, y respuesta, en manera de coloquio, para que assi la aprendan los niños con mas facilidad, y saque della mayor fructo. En que tambien se enseña como se han de aprouechar della los que la leyeren. Compuesto por el Doctor Juan Perez. Fue impresso en Venecia, en casa de Pietro Daniel, MDLVI [Genève, 1556]. 1852, RAE, VII.
- Carta embiada a nuestro augustissimo senor principe don Philippe, Rey de España en que se declaran las causas de las guerras y calamidades presentes y se descubren los medios y artes con que son robados los Españoles, y las mas vezes muertos cuanto al cuerpo y cuanto al anima... [Genève, 1557].[ed. moderne, Usoz y Rio, Imagen del Anticristo y Carta a Felipe II. RAE, III].
- Epistola para consolar a los fieles de Jesu Christo que padecen persecucion por la confession de su nombre en que se declara el poposito y buena voluntad de Dios para con ellos, y son confirmados contra las tentaciones y horrores de la muerte y enseñados como se han de regir en todo tiempo prospero y adverso, MDLX (s.l.) [Genève], 1560. Reed. Epístola Consolatoria. RAE, II, 1848, Madrid; rééd. facsimil., Barcelone, 1981.

## Traduction des Ecritures Saintes
- El testamento nuevo de nuestro Senor y salvador Iesu Christo. Nueva y fielmente traduzido del original Griego en romance Castellano. En Venecia, en casa de luan Philadelpho, MDLVI [= Genève, 1556].
- Los psalmos de David con sus sumarios, en que se declara con brevedad lo contenido en cada Psalmo, agora nueva y fielmente traduzidos en romane Castellano por el doctor Iuan Perez, conforme a la verdad de la lengua Sancta [...]. En Venecia en casa de Pedro Daniel. MDLVII [Genève, 1557]

## Éditions et traductions
- [éd.] Juan de Valdés, Comentario o declaración familiar, y compendiosa sobre la primera epistola de San Paulo apostol a los Corinthios, muy util para todos los amadores de la piedad Christiana, [Genève] 1557.
- [éd.] Juan de Valdés, Comentario o declaración familiar, y compendiosa sobre la primera epistola de San Paulo apostol a los Romanos …, [Genève] 1557.
- [éd.] Jean Calvin, Catecismo, que significa forma de instruccion: que contiene los principios de la religion de Dios, util y necessario para todo fiel Christiano. Compuesta en manera de dialogo, donde pregunta el maestro y respuesta el discipulo, 1559
- [éd.] Dos informaciones muy utiles, la una dirigida a la Magestad del Emperador Carlo quinto desto nombre: y la otra a los estados del Imperio. Y agora presentadas al catholico rey don Philipe su hijo. Que contienen muy necessarios avisos para ser instruydo todo suplicacion a la Magestadt del rey, donde se declara el officio de los juezas y magistrados, y a lo es obligado fiel Christiano, para ser salvo, [Genève]1559;
- [éd] [B. Ochino] Imagen del Anticristo, trad. de l'italien, [Genève: Crespin], 1557
- Breve tratado de la doctrina Antigua de Dios, y de la nueua de los hombres, util y necessario para todo fiel Christiano, […], [Genève], 1560. [Breve tratado de doctrina, RAE, VII].
- Breve sumario de indulgencias, [RAE, XIX].